# 고대 노르웨이어
고대 노르웨이어는 중세 시대의 노르웨이 지역에서 사용되었던 고대 노르드어를 구분하여 지칭하는 용어이다.

## 역사
유럽을 강타했던 흑사병은 1349년 노르웨이에 전파되었다. 노르웨이 인구의 거의 절반이 이 흑사병으로 사망하였다. 이때문에 고대 노르웨이어의 변화는 이 시기를 전후로 가속화되었다. 1350년부터 약 1550년까지 노르웨이에서 사용된 언어는 중세 노르웨이어라고 불린다. 격 체계가 사라지고 동사의 변화가 단순화되는 등 문법이 단순해졌다. 일부 방언에서는 모음약화 현상이 일어났다.
음소 목록에도 변화가 생겼다. 마찰음 /θ//ð/가 각각 파열음 /t//d/로 통합되었다.

## 고대 노르웨이어와 고대 아이슬란드어
자음 조합 hl-, hn-, hr-의 h는 고대 노르웨이어에서는 11세기경 사라졌지만, 고대 아이슬란드어에서는 사라지지 않았다. 그러므로 고대 아이슬란드어에서는 hlíð(비탈) hníga(인사), hringr(반지)인 단어가 고대 노르웨이어에서는 각각 líð, níga and ringr로 나타난다.

## 같이 보기
- 노르웨이어
- 아이슬란드어
- 페로어
- 노른어